# Stepan Tchervonenko
Stepan Vassilievitch Tchervonenko (en russe : Степан Васильевич Червоненко, en ukrainien : Степан Васильович Червоненко, en tchèque : Stěpan Vasiljevič Červoněnko),  né le 16 septembre 1915 à Okip dans l'oblast de Poltava et mort le 11 juillet 2003 à Moscou, est un diplomate soviétique. Il fut notamment ambassadeur d'URSS en France, en Tchécoslovaquie et en Chine.

## Biographie
Sorti de la faculté d'économie de l'Université nationale Taras-Chevtchenko de Kiev en 1936, Stepan Tchervonenko devient membre du PCUS depuis 1940. En 1949, il obtient le grade de candidat ès sciences de l'Académie des sciences sociales du Comité central du PCUS. 
- 1936-1937 : Économiste du bureau des statistiques au sein de la commission d'Etat à la planification du Soviet des commissaires du peuple de la RSS d'Ukraine
- 1937-1941 : Enseignant, proviseur de l'école du village Lebedine de l'oblast de Soumy
- 1941 : proviseur de l'école du village Sentcha de l'oblast de Poltava
- 1941-1944 : service militaire dans l'Armée rouge, militaire de la Seconde Guerre mondiale
- 1944-1948 : chef du département de Marxisme-léninisme, adjoint au proviseur de l'Institut pédagogique de Tcherkassy
- 1948-1949 : auditeur de l'Académie des sciences sociales du Comité central du PCUS
- 1949-1951 : lecteur en chef du Comité central du Parti communiste de la RSS d'Ukraine
- 1951-1956 : chef du département des sciences et des études supérieures du Comité central du Parti communiste de la RSS d'Ukraine
- 1954-1956 : Candidat membre du Comité central du Parti communiste de la RSS d'Ukraine
- 1956-1959 : secrétaire du Comité central du Parti communiste de la RSS d'Ukraine
- 1956-1960 : membre du Comité central du Parti communiste de la RSS d'Ukraine
- 1957-1959 : Candidat membre du Præsidium de la RSS d'Ukraine
- 15 octobre 1959-13 avril 1965 : ambassadeur d'URSS en Chine
- 13 avril 1965-27 avril 1973 : ambassadeur d'URSS en Tchécoslovaquie
- 3 mai 1973-20 janvier 1982 : ambassadeur d'URSS en France
- 3 juillet 1973-20 mars 1974 : ambassadeur d'URSS en République de Madagascar
- Décembre 1982-octobre 1988 : chargé de section de préparation des cadres et des missions à l'étranger au sein du Comité central du PCUS
- 1989-1993 : conseiller au Ministère des affaires étrangères de l'URSS (de la fédération de Russie à partir de 1991)

Membre du Comité central du Parti communiste de l'Union soviétique (1961-1989), délégué du  XXIIe (1961), XXIIIe (1966), XXIVe (1971), XXVe (1976), XXVIe (1981) et XXVIIe (1986) Congrès du Parti communiste de l'Union soviétique
Député du IVe Soviet suprême de la RSS d'Ukraine. Député du Ve et du XIe Soviet suprême de l'Union soviétique (1958-1962, 1984-1989).

## Décorations
- ordre de la Guerre patriotique
- Grand-croix de l'Ordre du Lion blanc
- Titulaire de la médaille pour la victoire sur l'Allemagne
- Ordre de la révolution d'Octobre
- Médaille du Courage
- ordre du Drapeau rouge du Travail
- médaille pour la Défense de Moscou
- Ordre de Lénine